# Réaux, Charente-Maritime

Réaux este o comună în departamentul Charente-Maritime, Franța. În 2013 avea o populație de 476 de locuitori.